# 4094-es busz
A 4094-es jelzésű autóbuszvonal egy Edelény és Irota között közlekedő helyközi járat, amelyet a Volánbusz Zrt. üzemeltet Tomor érintésével.

## Útvonala
Tanítási napokon egy-két alkalommal helyben is vannak indításai. Általában az Edelény alsó (Finke) vasúti megállóhelyről indulnak, és az autóbusz-állomáson végállomásoznak. Az egyik a Béke út ABC megállóban végez a 4 kilométeres távjával. Ellentétes irányban is közlekedik.
Edelény autóbusz-állomásról indul. A fő vasútállomása felé hagyja el a várost. Első település útvonala során Damak, melyet Hegymeg követ. Lakot megelőzően Tomort érinti pár alkalommal, utána Lak települést. Azután Szakácsi zsákfaluba tér be néhányszor, úgy éri el végállomását, Irotát.
Indításszáma alacsony, az összeköttetést a 3711-es és 3713-as vonalak szolgálják ki. Ellentétes irányban útvonala változatlan.

## Közlekedése

### "Helyi járat"
| Indulási helyszín           | Érkezési helyszín | Indításszáma    | Közlekedése      |
| --------------------------- | ----------------- | --------------- | ---------------- |
| Edelény-Alsó v. mh. bej. út | Autóbusz-állomás  | 1 oda, 2 vissza | tanítási napokon |
| Edelény-Alsó v. mh. bej. út | Béke út ABC       | 1 oda           | tanítási napokon |

### Helyközi járat
| Indulási helyszín  | Érkezési helyszín      | Indításszáma | Közlekedése               |
| ------------------ | ---------------------- | ------------ | ------------------------- |
| Edelény, aut. áll. | Tomor, Kossuth u. 102. | 1 pár        | tanszünetben munkanapokon |
| Edelény, aut. áll. | Tomor, Kossuth u. 102. | 1 pár        | szombaton                 |
| Edelény, aut. áll. | Lak, Kossuth u. ford.  | 1 pár        | munkanapokon              |
| Edelény, aut. áll. | Lak, Kossuth u. ford.  | 1 pár        | tanítási napokon          |
| Edelény, aut. áll. | Irota, tűzoltószertár  | 1 pár        | munkanapokon              |
| Edelény, aut. áll. | Irota, tűzoltószertár  | 1 pár        | tanítási napokon          |

## Megállóhelyei

### "Helyi járat"
| 0 | Edelény alsó vasúti megállóhely bejárati út végállomás | 0.0 km | 3703, 3772, 3776, 3795, 4041, 4044 Edelény alsó [94.]                                                            |
| 1 | Finke, bolt                                            | 0.7 km | 3703, 3772, 3776, 3795, 4041, 4044                                                                               |
| 2 | KIG telep                                              | 1.4 km | 3703, 3772, 3776, 3795, 4041, 4044                                                                               |
| 3 | Autóbusz-állomás vonalközi végállomás                  | 2.2 km | 3703, 3704, 3707, 3708, 3709, 3711, 3713, 3772, 3774, 3775, 3776, 3793, 3795, 4040, 4041, 4043, 4044, 4092, 4093 |
| 4 | Borsodi utca 70.                                       | 3.1 km | 3703, 3704, 3707, 3708, 3709, 3775, 3776, 3793, 3795, 4040, 4041, 4043, 4092, 4093 Edelény [94.]                 |
| 5 | Béke út ABC végállomás                                 | 3.8 km | 3703, 3704, 3707, 3708, 3709, 3775, 3776, 3793, 3795, 4040, 4041, 4043, 4092, 4093                               |

### Helyközi járat
| 0                                                                   | Edelény, autóbusz-állomás végállomás            | 0.0 km  | 3703, 3704, 3707, 3708, 3709, 3711, 3713, 3772, 3774, 3775, 3776, 3793, 3795, 4040, 4041, 4043, 4044, 4092, 4093 |
| Tanítási napokon 1 indítás érinti.                                  |                                                 |         | |
| ∫                                                                   | Edelény, Béke út ABC                            | ∫       | 3703, 3704, 3707, 3708, 3709, 3775, 3776, 3793, 3795, 4040, 4041, 4043, 4092, 4093                               |
| 1                                                                   | Edelény, vasútállomás bejárati út               | 0.9 km  | 3711, 3713 Edelény [94.]                                                                                         |
| 2                                                                   | Ürgéskút                                        | 5.5 km  | 3711, 3713 |
| 3                                                                   | Damak, bolt                                     | 7.2 km  | 3711, 3713 |
| 4                                                                   | Damak, tűzoltószertár                           | 7.6 km  | 3711, 3713 |
| 5                                                                   | Hegymeg, községháza                             | 11.0 km | 3711, 3713 |
| Tanítási napokon 5; tanszünetben munkanapokon 2 indítás nem érinti. |                                                 |         | |
| 6                                                                   | Lak, tomori elágazás                            | 12.7 km | 3711, 3713 |
| 7                                                                   | Tomor, mezőgazdasági üzem                       | 13.9 km | 3711, 3713 |
| 8                                                                   | Tomor, autóbusz-váróterem                       | 14.9 km | 3711, 3713, 3717                                                                                                 |
| 9                                                                   | Tomor, Kossuth utca 102. vonalközi végállomás   | 15.6 km | 3711, 3713, 3717, 3718                                                                                           |
| 10                                                                  | Tomor, autóbusz-váróterem                       | 16.3 km | 3711, 3713, 3717                                                                                                 |
| 11                                                                  | Tomor, mezőgazdasági üzem                       | 17.3 km | 3711, 3713 |
| 12                                                                  | Lak, tomori elágazás                            | 18.5 km | 3711, 3713 |
| 13                                                                  | Lak, kultúrház                                  | 18.6 km | 3711, 3713 |
| Tanítási napokon 2; tanszünetben munkanapokon 1 indítás nem érinti. |                                                 |         | |
| 14                                                                  | Lak, Kossuth utca 55.                           | 19.2 km | 3711, 3713 |
| 15                                                                  | Lak, Petőfi utca                                | 19.5 km | 3711, 3713 |
| 16                                                                  | Lak, Kossuth utcai forduló vonalközi végállomás | 20.1 km | 3711, 3713 |
| 17                                                                  | Lak, Petőfi utca                                | 20.7 km | 3711, 3713 |
| 18                                                                  | Lak, Kossuth utca 55.                           | 21.0 km | 3711, 3713 |
| 19                                                                  | Szakácsi elágazás                               | 25.6 km | 3711, 3713 |
| Tanítási napokon 1 indítás nem érinti.                              |                                                 |         | |
| 20                                                                  | Szakácsi, községháza                            | 26.1 km | 3711, 3713 |
| 21                                                                  | Szakácsi elágazás                               | 26.6 km | 3711, 3713 |
| 22                                                                  | Irota, Petőfi út 20.                            | 28.0 km | 3711, 3713 |
| 23                                                                  | Irota, tűzoltószertár végállomás                | 28.6 km | 3711, 3713 |